# Omega

Omega — majuskulní varianta a jedna z variant minuskulních

Omega nebo ómega (majuskulní podoba Ω, minuskulní podoba ω, starořecký název ὦ μέγα, novořecký ωμέγα, doslova "velké o") je čtyřiadvacáté (a poslední) písmeno řecké abecedy. V systému řeckých číslic reprezentuje hodnotu 800.

## Použití
Velké písmeno 'Ω' se používá jako symbol pro:
- ohm ve fyzice
- prostorový úhel v geometrii
- omega baryon v částicové fyzice
- značení asymptotického chování funkcí v matematice a informatice

Malé písmeno 'ω' se používá jako symbol pro:
- úhlovou rychlost ve fyzice

## Reprezentace v počítači
V Unicode je podporováno
- jak majuskulní omega
  - U+03A9 GREEK CAPITAL LETTER OMEGA
- tak minuskulní omega
  - U+03C9 GREEK SMALL LETTER OMEGA

V HTML je možné zapsat tyto znaky pomocí jejich Unicode čísla: &#937; respektive &#969;. Majuskulní podobu je také možné zapsat pomocí HTML entity &Omega;, minuskulní podobu pomocí &omega;.
V prostředí LaTeXu je možné použít příkaz \omega pro minuskulní variantu a \Omega pro variantu majuskulní.